# 長朽木蟲科
長朽木蟲科（Melandryidae），又稱長朽甲科，英文俗名為「false darkling beetles」，牠們屬於鞘翅目中多食亞目擬步行蟲總科裡的一個科，全世界已知種類有60屬約420種，以溫帶地區多樣性較高。

## 形態學
小型到中小型甲蟲，成蟲體長小於 2.5cm。體型多半較細長，呈長橢圓形或梭形，呈梭形者通常身體較圓厚；很多類群具有明亮的斑紋。頭部外露於前胸背板，複眼突出於頭部兩側，觸角長度約等於或遠大於前胸寬度，11節，有各種型式，但以絲狀或微弱鋸齒狀較常見；前胸寬於頭部，呈梯形或半橢圓形，多半沒有特殊的凹凸構造，且前胸背板的前緣常有瘤狀突起或短角；眼睛突出於頭部兩側；觸角8–11節；翅鞘細長，兩側平行或向後漸窄，完全遮蓋腹部或露出腹部尾節，沒有縱走溝或細而淺；前足和中足兩邊的基節窩非常靠近或彼仳相連；足長，脛節具有長大的端距（spur），跗節細長，跗節型式為5-5-4（前、中足皆5節跗節、後足4節跗節），除少數例外，多半沒有葉狀墊或僅出現在倒數第2節。

## 生物學
成蟲和幼蟲都是食菌性，以枯倒木中或樹皮下的真菌為食，多半出現在闊葉樹林中，成蟲白天潛藏在樹皮或隙縫中，夜間在表面或真菌子實體上覓食。

## 外部連結
- Nomen.at （页面存档备份，存于）